# Lyskircheni Szűz Mária-templom
A kölni Lyskircheni Szűz Mária-templom a tizenkét nagy kölni román stílusú templom egyike, amely a jelentős gótikus átalakítás ellenére is alapjaiban a román stílus jegyeit is magán viseli, főleg a nyugati épületrész esetében.
A város jelentős románkori templomai közül ez a legkisebb, és az egyetlen, amely boltozatának freskói eredeti, 13. századi állapotukban maradtak meg. Ezeket 1879 és 1881 között fedezték fel. A középső hajóban az Ószövetség és az Újszövetség négy-négy jelenetét láthatjuk egymással parhuzamban. A „Lyskirchen” név egy híres kölni patrícius családé volt, akik lehetővé tették a templom felépítését.
A templomot először okiratban Kr. u. 948-ban említették, de a mai templomépület 1210-ből való. A bazilika keleti apszisát két torony fogja közre, de csak a nyugati épült fel teljesen. Formájában és kialakításában a Szent Apostolok-templom tornyát követi, eredetileg sisakja volt. A templombelsőben itt a kórusnak mellékkápolnái vannak, az apszis felső részét és az ablakokat a 17. században alakították gótikus stílusúra.
A nyugati homlokzaton, amelyet a 19. században újrafestettek, Köln egyik legsajátosabb templombejárata maradt fenn.
A Szent Mária Lyskirchenben hajóstemplomként (Schifferkirche) is ismert, mert itt található a késő gótikus hajósmadonna. A szárnyas oltár a kórusban az eredeti 1420-ból származó oltár másolata, amely a frankfurti Städel-múzeumban van. A Mária-szobor egy falfülkében található, amely a Máriához felnéző hajóshoz mutat. Ellentétben a többi 11 nagy román kori templommal, ez a II. világháborút bármi pusztítás nélkül vészelte át.